# Kesik (Karataş)
Kesik ist ein Ortsteil (Mahalle) im Landkreis Karataş der türkischen Provinz Adana mit 289 Einwohnern (Stand: Ende 2024). Im Jahr 2011 hatte der Ort 384 Einwohner.